# استفانو توماسینی
استفانو توماسینی (ایتالیایی: Stefano Tomasini؛ زادهٔ ۲۰ اوت ۱۹۶۳) دوچرخه‌سوار اهل ایتالیا است.